# Alexander Peya
Alexander Peya (Viena, 27 de Junho de 1980) é um tenista profissional austríaco, atualmente especialista em duplas, onde já chegou a ser o N. 3 da ATP. Em simples, figurou como N. 92 no ano de 2007. Representa a Equipe Austríaca de Copa Davis.

## Carreira

### Inicio 2007 - 2012
Entrou pela primeira vez no top50 mundial de duplas em 2007, porém, nunca obtendo posição de relevo maior até 2011. Entre 2003, até a metade de 2011 Peya esteve a maior parte do tempo no top100 mundial de duplas, porém, sem nunca chegar perto do top30.
Em 2011 passou a se especializar em duplas. Neste ano, obteve 4 vice-campeonatos e 1 título de ATP, jogando com Oliver Marach ou Christopher Kas. 
Em 2012 ainda obteve mais 1 título com Marach, e passou a jogar fixamente com o brasileiro Bruno Soares, obtendo com ele, uma parceria de sucesso, que, em agosto de 2013, culminou com a chegada da dupla Soares/Peya ao posto de dupla n.2 do mundo, atrás apenas dos irmãos Bob Bryan e Mike Bryan.

### Parceria Peya e Soares

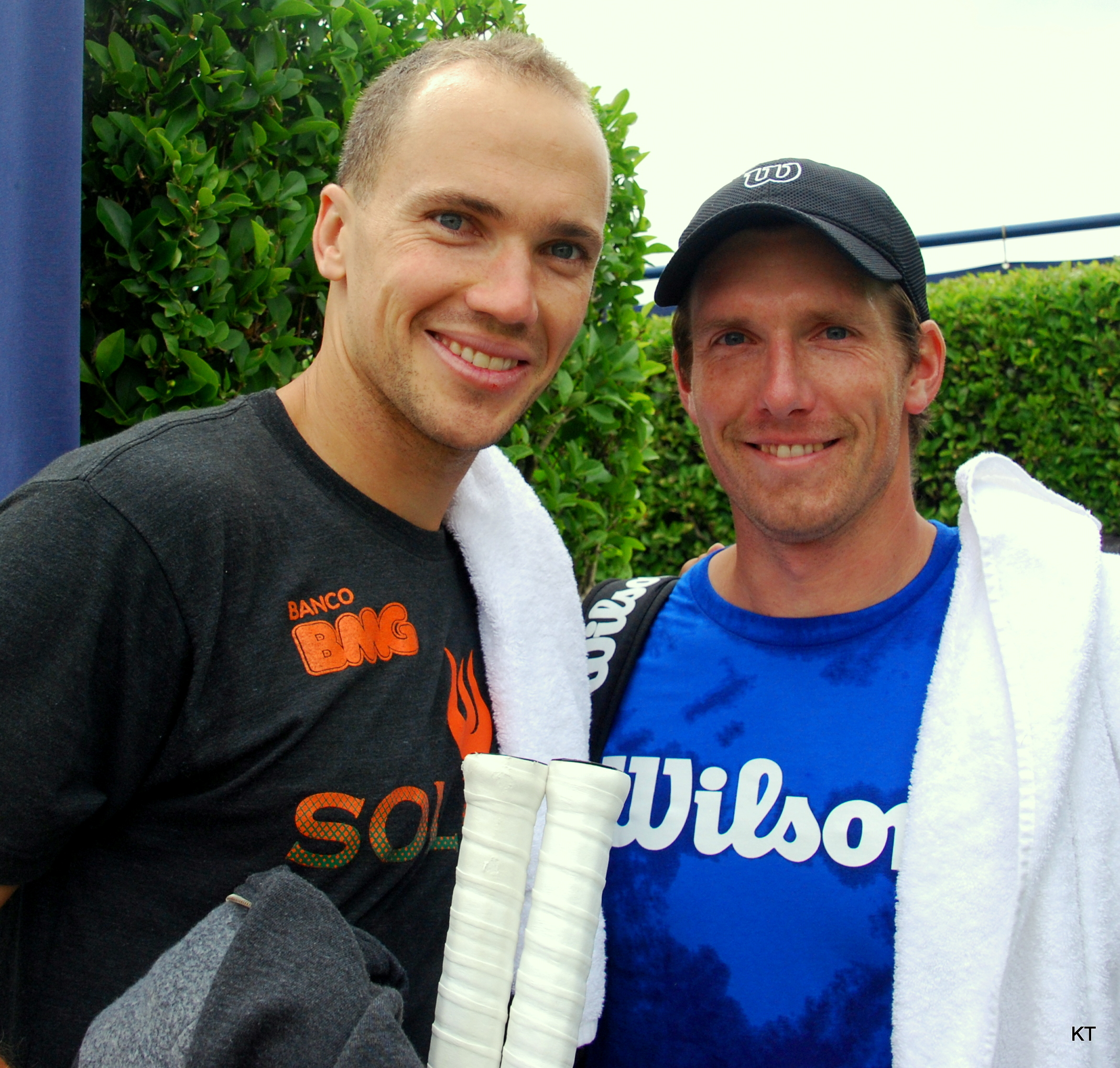
Bruno Soares com Alexander Peya

Em julho de 2012, Peya iniciou uma nova parceria com Bruno Soares. No primeiro torneio da nova parceria, eles foram vice-campeões do ATP 250 de Bastad.
No US Open 2012, junto com Soares, chegou às quartas-de final das duplas masculinas. 
Após o título de duplas mistas de Soares no US Open, a dupla Soares/Peya entrou em uma impressionante sequência de vitórias, ganhando 3 títulos em 4 torneios seguidos jogados: venceram o ATP 250 de Kuala Lumpur e o ATP 500 de Tóquio; jogaram o Masters 1000 de Shanghai mas perderam na segunda rodada; e ganharam o ATP 500 de Valência. No último torneio do ano, o Masters 1000 de Paris, Soares e Peya foram às quartas-de-final, perdendo para a dupla Melo e Cilic.

### 2013
O ano de 2013 vem sendo o melhor ano da carreira de Peya. Em fevereiro, a dupla ganhou o ATP 250 do Brasil, e foi semifinalista dos ATP 500 de Memphis e Acapulco.
Em março, a dupla chegou à semifinal do Masters 1000 de Indian Wells. Em abril, venceu o ATP 500 de Barcelona. Em maio, chegaram à uma final de Masters 1000, em Madri, perdendo somente para os n.1 do mundo, os irmãos Bryan. 
Em Roland Garros, Soares e Peya chegaram às semifinais do torneio. Com isso, Peya entrou pela primeira vez no top 10, obtendo a 8ª colocação no ranking de duplas.
Na preparação para Wimbledon, Soares/Peya foram vice-campeões do ATP 250 de Queens, e campeões do ATP 250 de Eastbourne.  Em Wimbledon, foram eliminados nas oitavas-de-final das duplas masculinas. 
Em julho, foram finalistas do ATP 500 de Hamburgo. Em agosto, conquistaram pela primeira vez um título de Masters 1000, no Masters 1000 do Canadá. Com isso, Peya chegou ao ranking de n.3 do mundo, e Soares o de n.4, se tornando a segunda dupla mais forte do mundo, atrás apenas dos irmãos Bryan.

## Títulos

### Finais de Grand Slam

#### Duplas: 1 (1 vice)
| Posição | Ano  | Campeonato | Piso | Parceiro     | Oponentes                   | Placar   |
| ------- | ---- | ---------- | ---- | ------------ | --------------------------- | -------- |
| Vice    | 2013 | US Open    | Duro | Bruno Soares | Leander Paes Radek Štěpánek | 1–6, 3–6 |

#### Duplas Mistas: 2 (1 título, 1 vice)
| Posição | Ano  | Campeonato | Piso  | Parceira        | Oponentes                      | Placar        |
| ------- | ---- | ---------- | ----- | --------------- | ------------------------------ | ------------- |
| Vice    | 2015 | Wimbledon  | Grama | Tímea Babos     | Leander Paes Martina Hingis    | 1–6, 1–6      |
| Campeão | 2018 | Wimbledon  | Grama | Nicole Melichar | Jamie Murray Victoria Azarenka | 7–6(7–1), 6–3 |

### Finais de Masters 1000

#### Duplas: 6 (3 títulos, 3 vices)
| Posição | Ano  | Campeonato   | Piso     | Parceiro      | Oponentes                 | Placar        |
| ------- | ---- | ------------ | -------- | ------------- | ------------------------- | ------------- |
| Vice    | 2013 | Madrid       | Saibro   | Bruno Soares  | Bob Bryan Mike Bryan      | 2–6, 3–6      |
| Campeão | 2013 | Montreal     | Duro     | Bruno Soares  | Andy Murray Colin Fleming | 6–4, 7–6(7–4) |
| Vice    | 2013 | Paris        | Duro (c) | Bruno Soares  | Bob Bryan Mike Bryan      | 3–6, 3–6      |
| Vice    | 2014 | Indian Wells | Duro     | Bruno Soares  | Bob Bryan Mike Bryan      | 4–6, 3–6      |
| Campeão | 2014 | Toronto      | Duro     | Bruno Soares  | Ivan Dodig Marcelo Melo   | 6–4, 6–3      |
| Campeão | 2018 | Madrid Open  | Saibro   | Nikola Mektić | Bob Bryan Mike Bryan      | 5–3, ret.     |

## Ligações Externas
- Perfil na ATP